# 白德彰
白德彰（1931年3月8日—2019年11月23日），男，锡伯族，辽宁新民人，中国影视演员、导演。

## 生平
1931年3月8日生于辽宁省新民县。锡伯族，姓巴雅拉氏。幼时在家乡农村读小学。1946年进入新民县师范学校附属中学。
1949年中华人民共和国成立后，历任齐齐哈尔文工团、东北青年文工团、东北电影制片厂、北京电影制片厂演员。曾在电影《暴风雨中的雄鹰》中饰刘长胜，《画中人》中饰庄哥，《昆仑铁骑》中饰连长，《七天七夜》中饰指导员，《冰山上的来客》饰三班长。
1980年代后，白德彰转向幕后，与妻子、长春电影制片厂导演徐迅行联合执导了《远离人群的地方》、《但愿人长久》、《现代角斗士》、《关东大侠》、《关东女侠》等影片。2009年，荣获第十二届中国电影金凤凰奖特别荣誉奖。
2019年11月23日21时55分在长春去世，享年88岁。